# Nojimaia
Nojimaia is een monotypisch geslacht van spinnen uit de  familie van de Theridiidae (kogelspinnen).

## Soort
- Nojimaia nipponica Yoshida, 2009